# Менде, Александр Иванович
Алекса́ндр Ива́нович Ме́нде (Мендт, 1798 или 1800 — 1868) — российский генерал-лейтенант, картограф. Служил на Кавказе, затем в картографическом департаменте, позже управлял вдовьим домом и учебной частью московских институтов. Под наблюдением Менде (по энциклопедии) составлены топографические межевые атласы Тверской, Рязанской и Тамбовской губерний.
В архиве РГАДА имеются на хранении аналогичные атласы восьми губерний, даты составления которых свидетельствуют о том, что они составлены под руководством Менде (дополнительно к вышеуказанным трём атласы Владимирской, Ярославской, Нижегородской, Симбирской и Пензенской губерний).

## Биография[источникне указан 2517 дней]
Родился в 1798 или 1800 году. Его отец — морской врач Иоганн Менде. Брат Менде — также морской врач, Карл Иванович Менде (1793—1878).

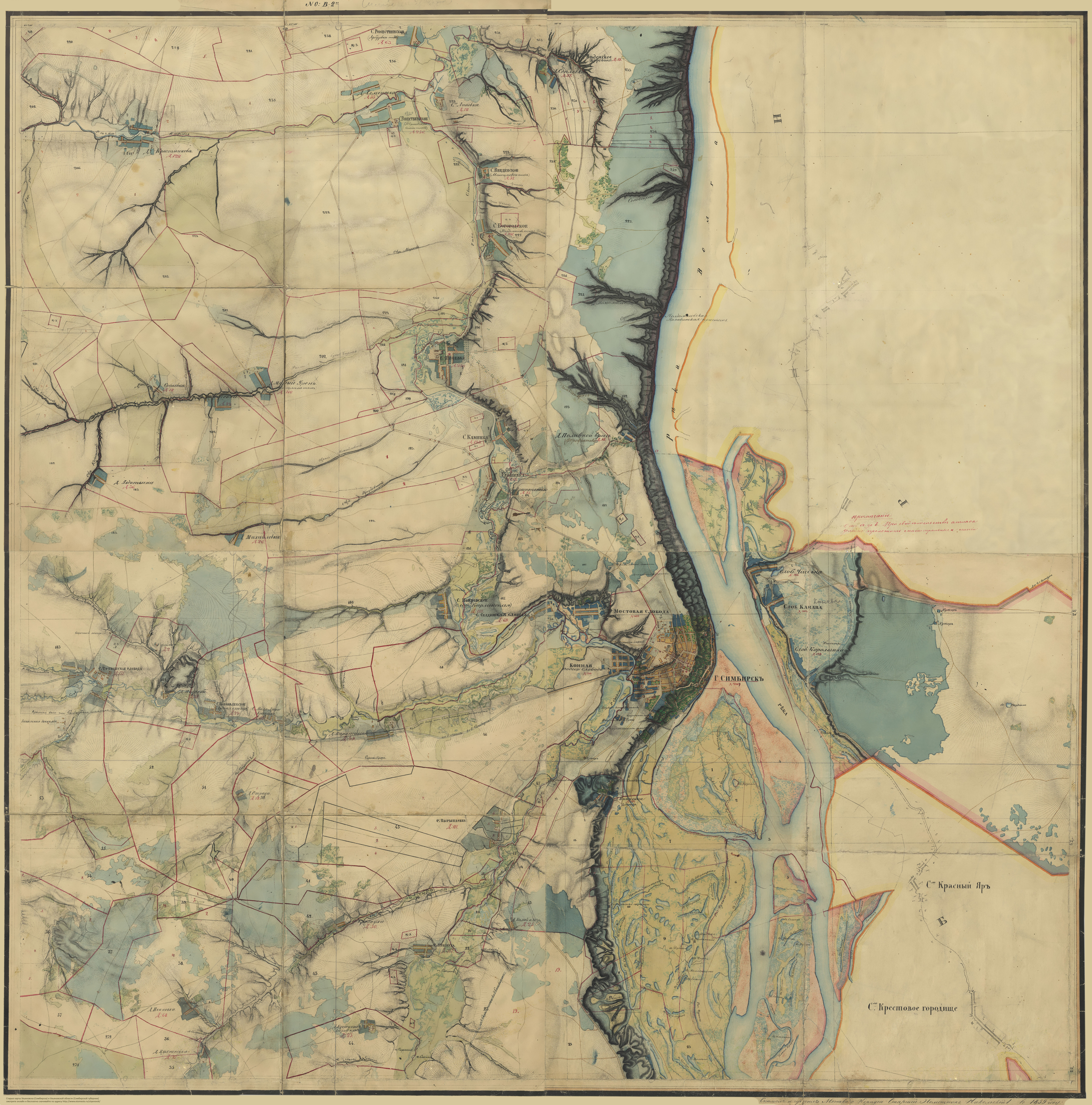
Окрестности Симбирска (Ульяновска) на верстовке 1859 года А. И. Менде.

Во II часть дворянской родословной книги Московской губернии род Менде внесён в 1827 году.
Воспитывался в Санкт-Петербургской гимназии. В 1813 году был зачислен колонновожатым в Свиту его императорского величества. В 1813—1821 гг. занимался топографической съемкой территории Финляндии.
В 1816 году произведён в прапорщики, в 1818 — в подпоручики, в 1821 — в поручики.
В 1824 году откомандировал в штаб 2-й армии. В 1825 году произведён в штабс-капитаны.
С 1827 года — старший адъютант штаба 2-й армии по квартирмейстерской части.
В 1828—1829 гг. во время русско-турецкой войны участвовал в осаде Браилова, Варны, Силистрии. С августа 1828 года — обер-квартирмейстер всех осадных работ. Руководил съёмками в Западной Румынии и Восточной Македонии. В октябре 1828 года за отличие произведён в подполковники и в декабре удостоен высочайшего благоволения. В 1829 году участвовал в сражении при с. Кулевча (30 мая 1829), переходе через Балканский хребет, в бою при Сливне и в занятии Адрианополя (8 августа 1829).
С мая 1830 по июнь 1832 состоял при российском полномочном представителе при диванах (советах) Молдавского княжества и Валахии генерал-адъютанте П. Д. Киселёве.
В 1833—1834 гг. — главный пристав при полномочном посланнике в Константинополе (за заслуги пожалован бриллиантовым перстнем с вензелем императора Николая I. В 1836 году получил в награду 3 тысячи десятин земли.
С 1834 года — обер-квартирмейстер Отдельного Кавказского корпуса, участвовал в Кавказской войне. В 1839 году за отличие в делах против горцев был произведён в генерал-майоры. В апреле-июле 1839 года исполнял должность начальника штаба отряда, действовавшего под командованием генерал-лейтенанта Е. А. Головина в Южном Дагестане. Участвовал в боях с горцами, руководил строительством укреплений, прокладкой дороги от Ахтинского укрепления через Кавказский хребет. В апреле-июле 1844 года исполнял должность начальника штаба Дагестанского отряда, участвовал в боях за аул Гергебиль.
С 1845 года — начальник военной съёмки Витебской губернии.
В 1847 году был назначен в помощь межевому ведомству для руководства картографическими работами при обмежевании губерний.
В 1847—1866 гг. возглавлял широкомасштабные топографические и картографические работы в центральных губерниях России, организованные Военно-топографическим депо Главного штаба, межевым ведомством и Русским географическим обществом для исправления межевых атласов. В 1856 году за отличие по службе был произведён в генерал-лейтенанты.
Умер в Москве 22 ноября 1868 года.
Был женат на Елизавете Антоновне Гофман' (14.11.1818 — 18.05.1870). Их дети: Николай (1844), Владимир (1849), Наталья (1849), Лидия (1852).
Супруги Менде похоронены в Москве на Немецком кладбище; могила утрачена.

## Некоторые свидетельства
Признанием заслуг Менде А. И. является юбилейная медаль «В память пятидесятилетия Корпуса военных топографов» 1872 года. На этой медали нанесены фамилии 81 деятеля, стоявшего во главе военно-топографической службы России до 1872 года или прославивших её своими творческими достижениями. Последовательность фамилий не алфавитная, а по заслугам.

## Исправление атласов губерний
Под его руководством составлены и изданы «Топографический межевой атлас Тверской губернии» (в. 1-12, 1853-57гг; масштаб 1:84 000), «Топографический межевой атлас Рязанской губернии» (1860 г.), а также карты Рязанской и Тамбовской губерний (всего свыше 1 тыс. листов).
За «усердие и труды» по составлению карт Тверской губернии М. в 1850 удостоен высочайшего благоволения.
Менде автор очерков «Осада крепости Варны в 1828 году» и «Обзор политического состояния Кавказа в 1840 году».
С его именем связаны обширные работы, названные «съемками Менде», организованные Русским географическим обществом, Военно-топографическим депо Главного штаба и Межевым ведомством для исправления межевых атласов.
А. И. Менде с 1847 по 1866 г. руководил топографическими и картографическими работами в центральных губерниях России.
До этапа издания атласа Тверской губернии в 1853 г. руководитель работ именуется как А. И. Мендт. Аналогичное написание присутствует и в материалах «фонда А. И. Менде» Российский государственный архив древних актов (РГАДА), а также в других источниках.
В отчёте за 1849 г., который опубликован в Записках Императорского Русского географического общества (ИРГО), анализируется ход выполнения работ по исправлению межевых губернских атласов. Отмечается информирование ИРГО министром юстиции в марте 1848 года.
«что г. Военный Министр, удостоверясь в успехе работ, производимых генерал-майором Мендтом, … подносил Государю Императору всеподданнейший доклад о продолжении этого государственного труда совокупными силами Генерального Штаба и Межевого Ведомства».
По результатам доклада Император разрешил продолжить работы
«...и в других обмежеванных губерниях, лежащих на восток от Московского Меридиана, начав в 1849 году, с Рязанской Губернии, и руководствуясь при этом принятыми для сего по Тверской Губернии способом и порядком; по окончании же работ в Рязанской Губернии, приступить к съемкам Владимирской, потом Ярославской, Тамбовской, Воронежской, Пензенской, Нижегородской, Симбирской, Саратовской и Казанской губернии, так, чтобы в 1859 году, т. е. в течение 10 лет, все эти десять губерний были сняты»
Для выполнения работ решено увеличить число межевщиков с 36 до 40, а число офицеров Корпуса Топографов с 4 до 8.
Исправленный атлас Тверской Губернии был издан в 1853 году, его материалы обсуждались на общем собрании ИРГО 09.04.1853 г.:
«...первый выпуск издаваемого Обществом хромолитографического атласа Тверской губернии, содержащий в себе собрание карт Калязинского уезда. Важное ученое значение последнего издания и роскошная его форма обратили на себя особенное внимание собрания, единогласно положившего изъявить искреннюю признательность Действительному Члену А.И. Менду, заведывавшему хромолитографированием атласа, за вполне отчётливое исполнение возложенного на него поручения.…»
Содержание цитаты красноречиво характеризует качество выполнения работ. Начиная с данного упоминания и далее в материалах ИРГО используется написание фамилии руководителя работ как «А. И. Менде».
Александр Иванович Менде (Мендт) награждён орденами: Св. Анны 3-й ст. (1823), Св. Владимира 4-й ст. (1826), Св. Анны 2-й ст. (май 1829), Св. Анны 2-й ст. с короной (декабрь 1829), Св. Станислава 3-й ст. (1832), Св. Георгия 4-й ст. (1841), Св. Влади-мира 3-й ст. (1849), Св. Станислава 1-й ст. (1852), Св. Анны 1-й ст. (1856).
Работы по изданию подобных карт прекратились в связи с отменой крепостного права в 1861 году и изменения структуры межевания.